# Siete sabios del bosque de bambú

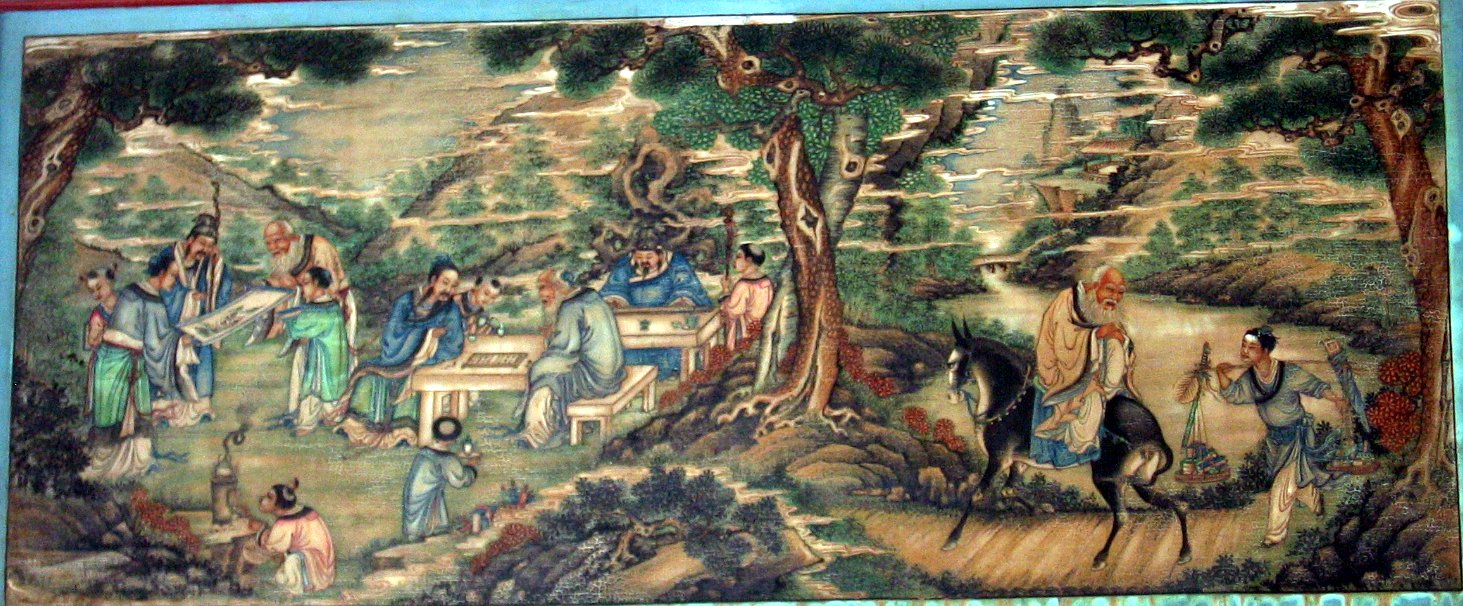
Pintura representando a los Siete sabios del bosque de bambú, en el Palacio de Verano de Pekín.

Los siete sabios del bosque de bambú (en chino, 竹林七賢; pinyin, Zhúlín Qī Xián) fueron un grupo de filósofos, poetas y músicos de la corriente qingtan (pura conversación) del taoísmo chino del siglo III, en el inicio de la dinastía Jin.
Reciben su nombre de la leyenda que dice que se reunían a la sombra de un bosquecillo de bambúes alejado de la corte para recitar y componer poesía y disfrutar de la música y la bebida. Aunque sus miembros existieron y es probable que algunos se conocieran entre sí, se discute si el grupo es ficticio como tal y si realmente se reunían como afirma la tradición.
Los siete sabios, o el símbolo que representan, han sido muy influyentes en la poesía, la música, el arte y la cultura china en general. 

## Miembros
Los componentes del grupo son:
- Xi Kang
- Liu Ling
- Ruan Ji
- Ruan Xian
- Xiang Xiu
- Wang Rong
- Shan Tao

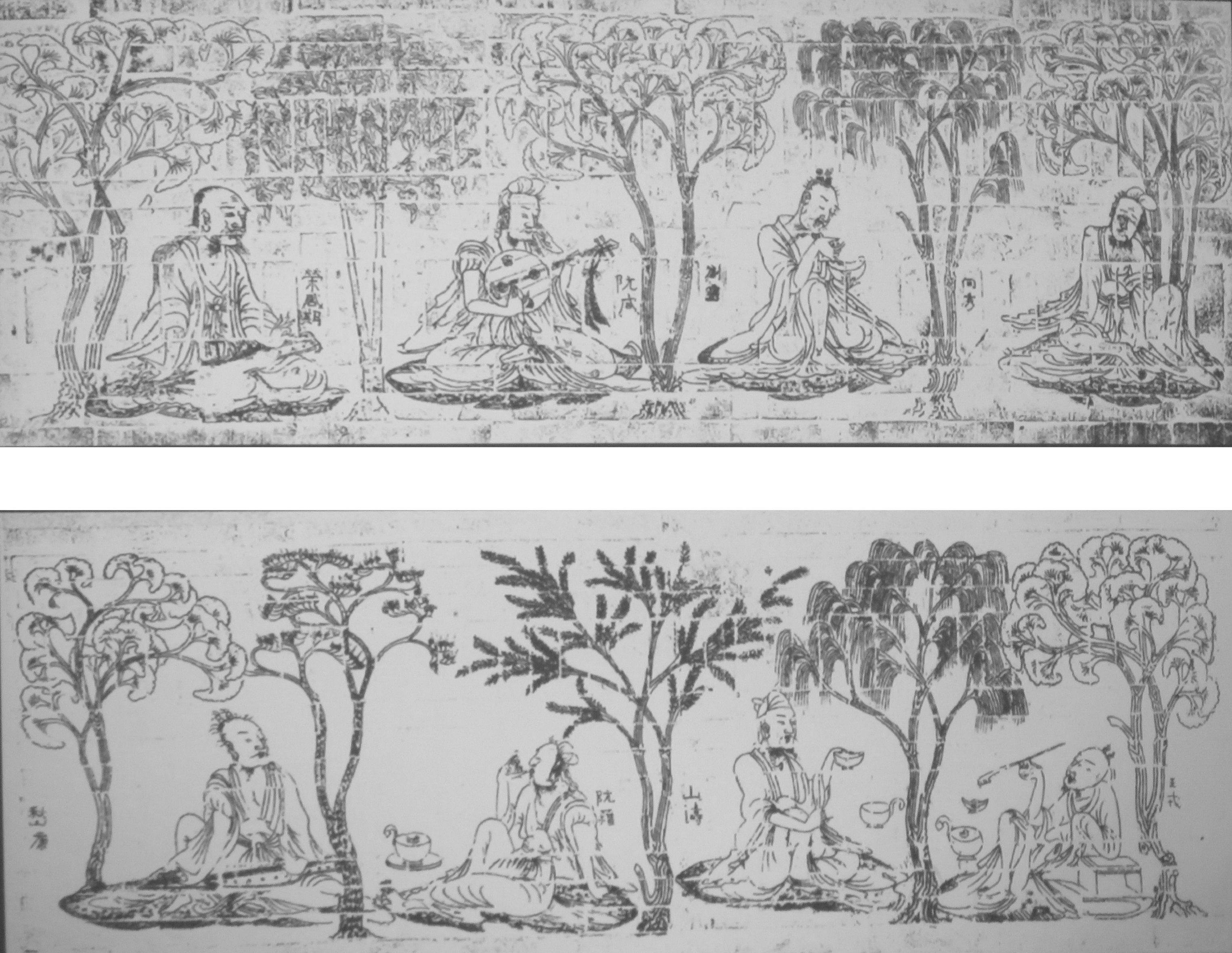
Pintura de los 7 sabios del bambú con Rong Qiqi.

La tradición cuenta que el grupo deseaba escapar de las intrigas, corrupción y la agobiante atmósfera de la vida cortesana durante las luchas políticas del periodo de los Tres Reinos; por lo que se reunían en un bosquecillo de bambúes cercano a la casa de Xi Kang, en Shanyang (actualmente en la provincia de Henan) para disfrutar de la libertad, la comunión con la naturaleza, la vida rústica y el talento de sus amigos. Se dice que llegaron a tal grado de comunión que se podían entender en silencio solo por medio de una sonrisa. La relación entre Xi Kang y Ruan Ji fue especialmente estrecha, su relación se describió como «más fuerte que el metal y fragante como las orquídeas.» La esposa de otro de los sabios dijo estar impresionada por la potencia sexual de Ruan Ji y Xi Kang, tras espiarlos durante un encuentro sexual.
Otra figura que se asocia al grupo de los siete sabios es Rong Qiqi (en chino, 榮啟期), aunque en realidad vivió antes que ellos. Esta relación se representó de forma apócrifa en algunas pinturas del siglo IV en una tumba cerca de Nankín.

## Filosofía
El motivo principal para el retiro lejos de la corte fue que las carreras de los miembros principales del grupo estaban ligadas al emperador Cao Wei, de influencia taoísta, y vieron sus vidas en peligro cuando la dinastía dinastía Jin, de influencia confucionista, tomó el poder.
Promulgaban la búsqueda de la armonía del Tao, fuente original de toda vida, siguiendo la naturaleza innata del ser humano, alejándose de los artificios de la vida urbana y se oponían a la concepción de pureza individual propuesta por Confucio y su filosofía de dedicación al trabajo. Escribieron poemas sobre las ideas taoístas y manuales sobre misticismo taoísta y alquimia, además de poemas en los que criticaban a la corte y la administración. Aunque no se sabe cuánto se implicaron cada uno de ellos personalmente en el desarrollo del qingtan, se trata el asunto en la ficción siendo todos ellos personajes del Shishuo Xinyu (en chino, 世說新語, Nuevos cuentos del mundo). 
Es un error asumir que todos los miembros del grupo tenían los mismos puntos de vista. Unos asumieron su difícil situación política manteniéndose firmes y adoptando un papel de excéntricos o satíricos bufones, mientras que otros intentaron negociar y al final capitularon uniéndose a la dinastía Jin, como hizo Wang Rong. En cambio el desdén de Xi Kang por la vida cortesana provocó finalmente su ejecución. 
La apartada vida del grupo con el tiempo se convirtió en un tema corriente en el arte chino como símbolo de libertad, e inspiraron a otros artistas que desearon hacer un retiro espiritual en épocas de agitación política. El mito se propagó rápidamente y en muy pocas generaciones se les representó de las más variadas formas, desde en bucólicas reuniones de eruditos recitando y escuchando música hasta en alocadas y anárquicas juergas donde todos estaban desnudos.